# Constitutioneel Hof (Suriname)
Het Constitutioneel Hof (CHof) is het grondwettelijk hof van de Republiek Suriname in Paramaribo. Het hof werd in 2020 geïnstalleerd en is gevestigd aan de Mr. F.H.R. Lim A Postraat 25.
De oprichting van het hof was al voorzien in zowel de grondwet van Suriname van 1975 als de opvolger uit 1987, maar het duurde tot 4 oktober 2019 voordat de Nationale Assemblée een wet uitvaardigde die voorzag in de oprichting ervan. Nadat enkele fouten met betrekking tot de officiële afkondiging van de oprichting van de rechtbank waren gecorrigeerd, werden de leden van de rechtbank op 7 mei 2020 geïnstalleerd.
Het ontbreken van een constitutioneel hof werd in 2015 als een dreigend probleem gezien, toen de krijgsraad dat jaar besloot dat de amnestiewet van 2012, die de vervolging van de Decembermoorden had moeten stopzetten, eerst door het constitutionele hof moest worden getoetst.
De leden van het CHof worden door De Nationale Assemblée voorgedragen en door de president van Suriname benoemd. De eerste president van het hof sinds 2020 is Gloria Karg-Stirling. De vicepresident was Kenneth Amoksi; hij werd nog hetzelfde jaar minister van Justitie en Politie.
Het Hof toetst wetten of een gedeelte ervan aan de Grondwet. Het is niet bevoegd om artikelen in de grondwet zelf te toetsen.
In april 2024 werd bekend dat het CHof in oktober van dat jaar wordt toegelaten tot de World Conference on Constitutional Justice (WCCJ). Bij deze organisatie zijn 120 Constitutionele Hoven in de wereld aangesloten.
Belangrijke wetten die het Hof ongrondwettig verklaarde zijn de verruiming van de Amnestiewet (juli 2021) en de aanpassing van het kiesrecht in Suriname door afschaffing van de verdeling over de districten van de zetels in De Nationale Assemblée (augustus 2022)